# ميخائيل كانغ (موسيقي)
ميخائيل كانغ (بالإنجليزية: Michael Kang)‏ هو موسيقي وكاتب أغاني أمريكي، ولد في 13 مايو 1971 في كوريا الجنوبية.

## وصلات خارجية
- ميخائيل كانغ على موقع IMDb (الإنجليزية)
- ميخائيل كانغ على موقع ميوزك برينز (الإنجليزية)
- ميخائيل كانغ على موقع ديسكوغز (الإنجليزية)